# Silvitettix volatilis
Silvitettix volatilis är en insektsart som beskrevs av Otte, D. och Nicholas David Jago 1979. Silvitettix volatilis ingår i släktet Silvitettix och familjen gräshoppor. Inga underarter finns listade i Catalogue of Life.